# Малиновка (Кривошиїнський район)
Мали́новка (рос. Малиновка) — село у складі Кривошиїнського району Томської області, Росія. Входить до складу Новокривошиїнського сільського поселення.

## Населення
Населення — 366 осіб (2010; 491 у 2002).
Національний склад (станом на 2002 рік):
- росіяни — 93 %